# Tabakspijlstaart
De tabakspijlstaart (Manduca sexta) is een vlinder uit de familie van de pijlstaarten (Sphingidae). 

## Kenmerken
Op het achterlichaam bevinden zich zes paar vierkante, gele vlekken. De spanwijdte bedraagt tussen de 90 en 120 millimeter. 

## Verspreiding en leefgebied
De vlinder komt over een groot deel van Amerika voor. Per jaar vliegen meerdere generaties in zomer en najaar, aantal en vliegtijd zijn afhankelijk van de plaats. De imagines leven van nectar.

## Rups en zijn waardplanten
De waardplanten van de tabakspijlstaart zijn soorten uit de nachtschadefamilie, met name tabak, tomaat en aardappel. De vlinder kan zich tot plaaginsect ontwikkelen, met name in de tabaksteelt. De eitjes worden op de bovenzijde van de bladeren gelegd. De rups kan tot 95 millimeter lang worden. De soort overwintert als pop.
De darm van de rups ligt "los" in het lijf. Onderzoek heeft laten zien dat bij het lopen de darm meteen mee naar voren beweegt met de achterpoten, en dat de buikpoten en echte poten daarna volgen. Dit los van het omhulsel voortbewegen van de darm is voor zover bekend uniek in de dierenwereld.

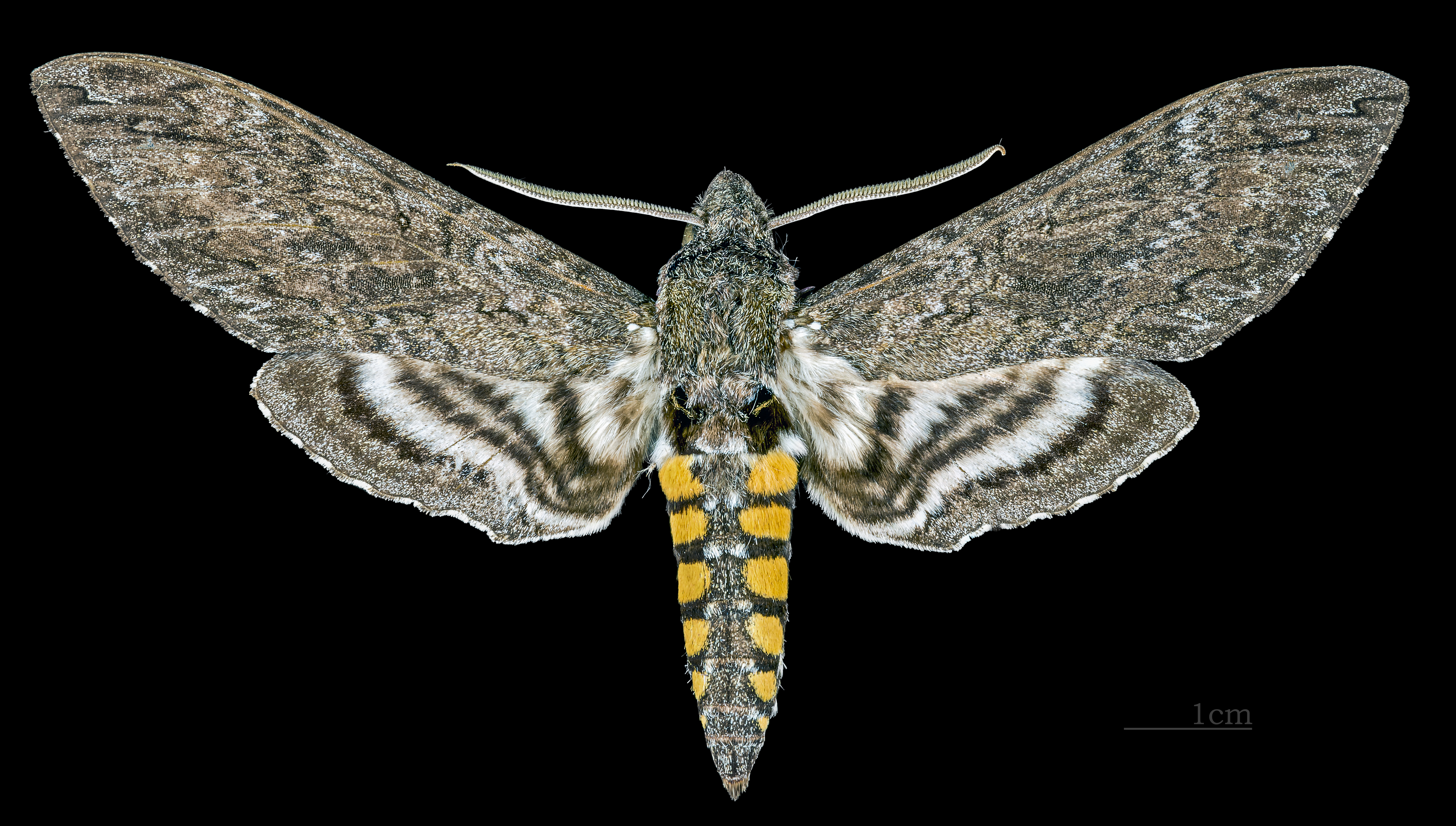
Museumexemplaar mannetje
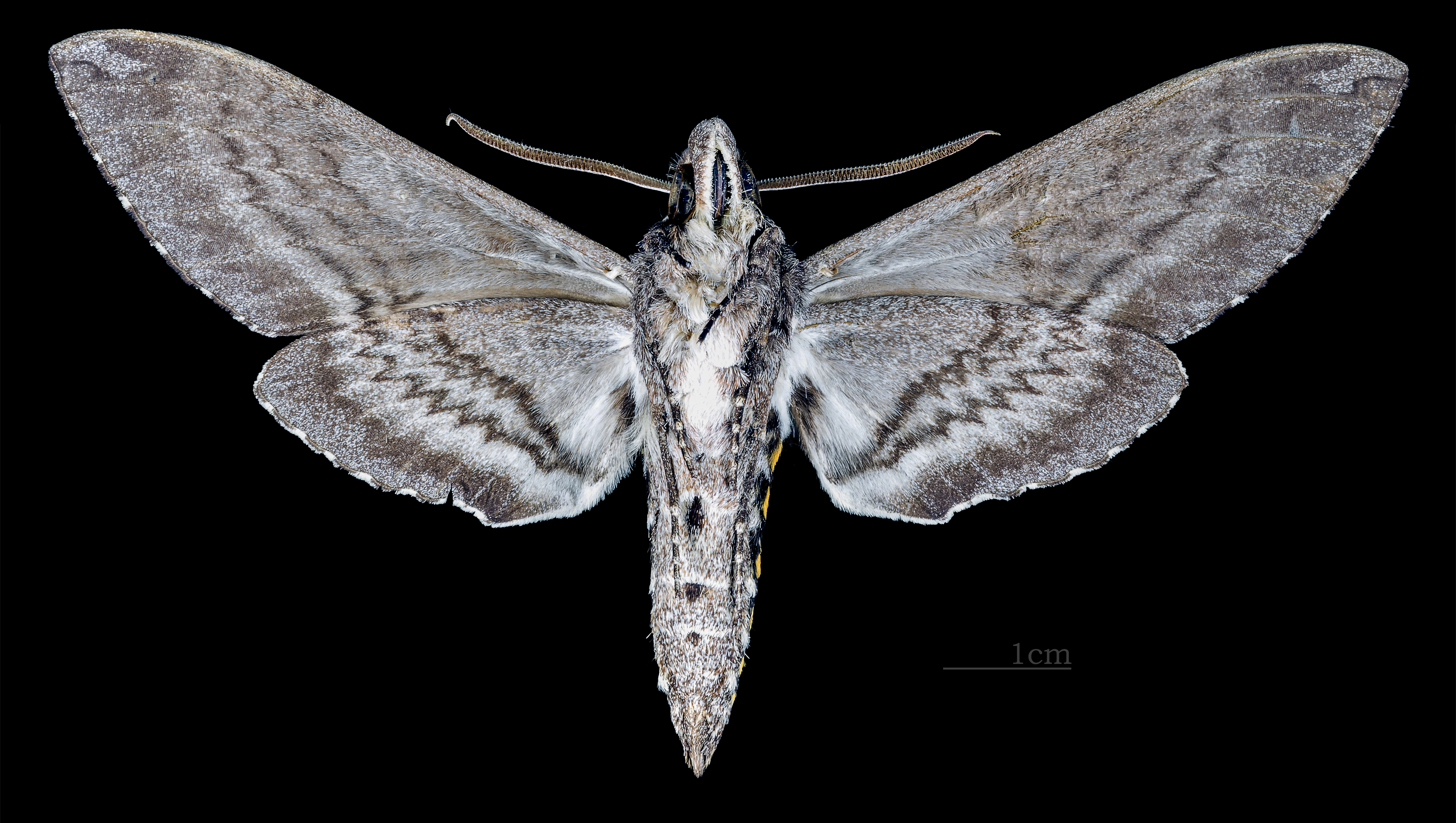
Museumexemplaar mannetje △
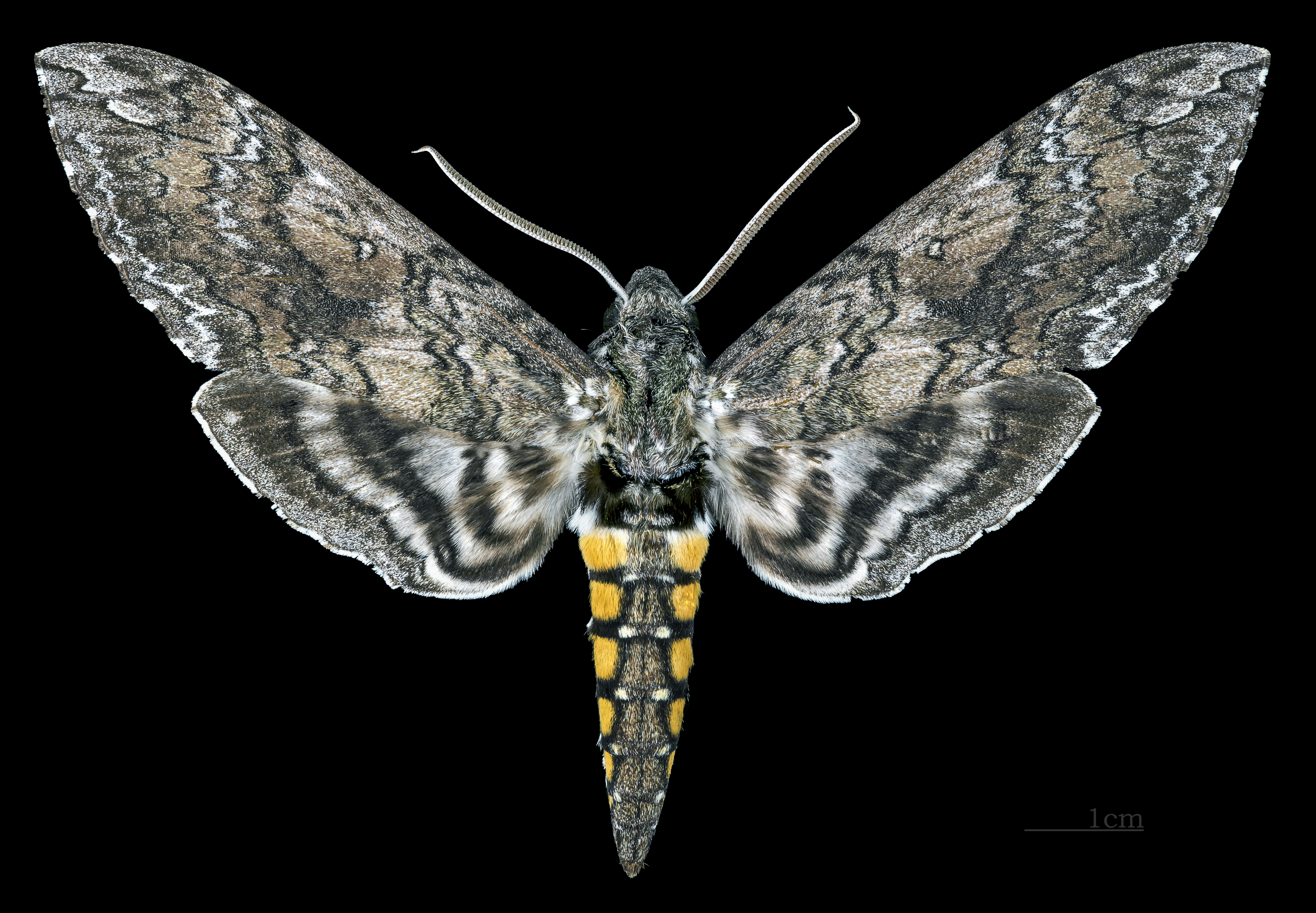
Museumexemplaar vrouwtje
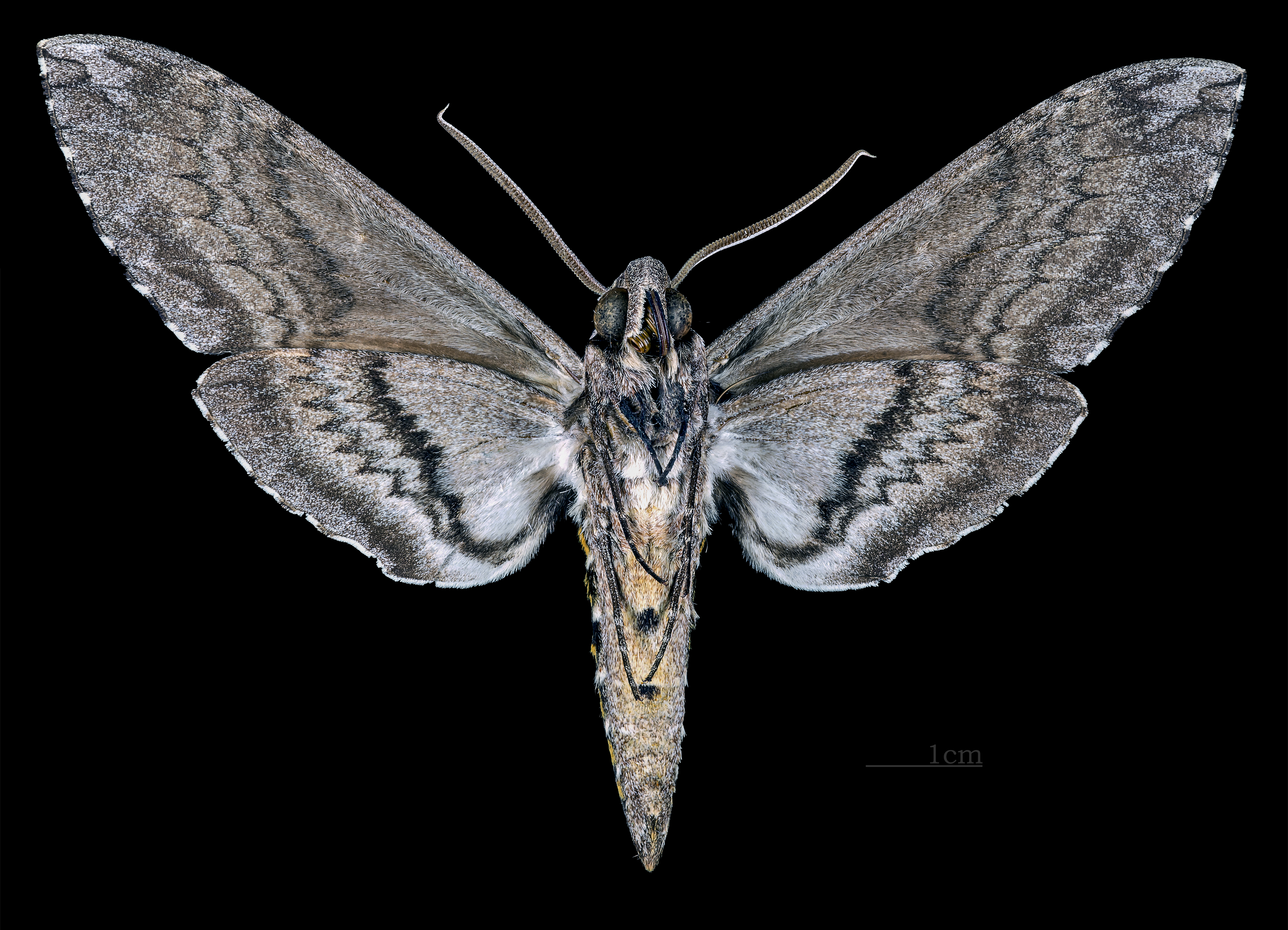
Museumexemplaar vrouwtje △